# Границя (Нижньосілезьке воєводство)
Границя (пол. Granica, нім. Halbendorf) — село в Польщі, у гміні Стшегом Свідницького повіту Нижньосілезького воєводства.
Населення — 239 осіб (2011).
У 1975-1998 роках село належало до Валбжиського воєводства.

## Демографія
Демографічна структура станом на 31 березня 2011 року:
|          | Загалом | Допрацездатний вік | Працездатний вік | Постпрацездатний вік |
| -------- | ------- | ------------------ | ---------------- | -------------------- |
| Чоловіки | 124     | 22                 | 92               | 10                   |
| Жінки    | 115     | 18                 | 70               | 27                   |
| Разом    | 239     | 40                 | 162              | 37                   |